# Región indomalaya

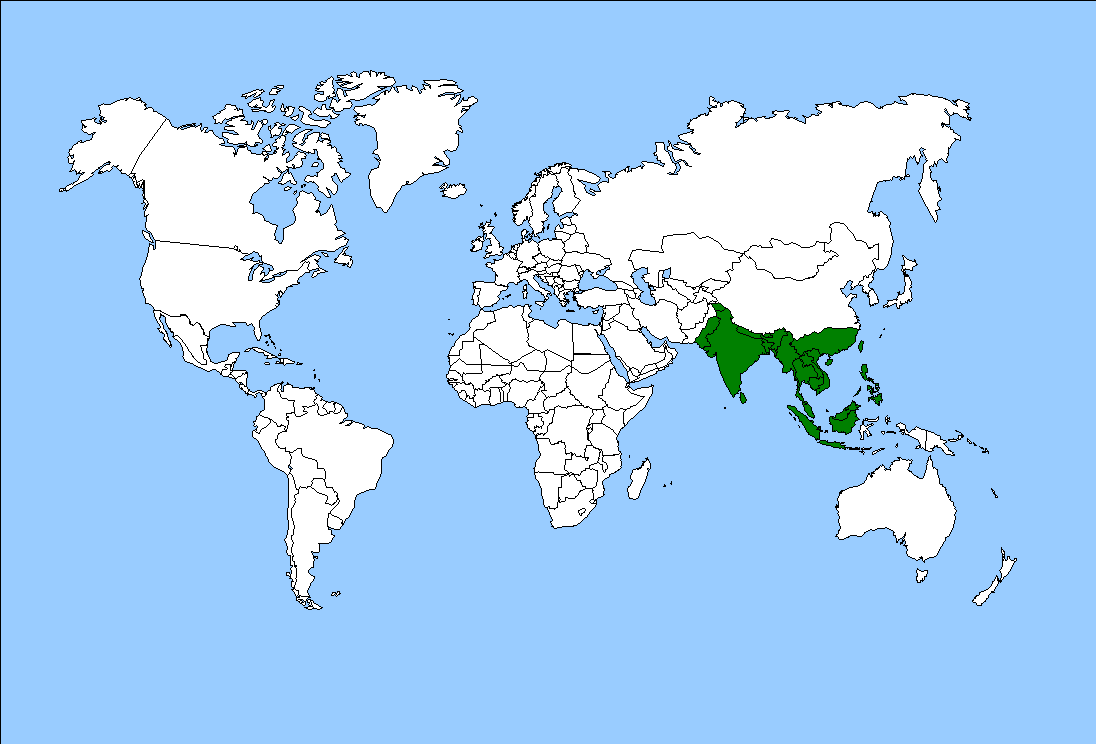
Ecozona indomalaya.

La región indomalaya es una de las siete ecozonas del planeta. Abarca la mayor parte de Asia del sur y del sudeste. Se la conoce también en biogeografía como  región oriental. La ecozona indomalaya se extiende desde Afganistán y Pakistán al subcontinente indio, el sudeste de Asia y las provincias chinas tropicales y subtropicales de Guangxi, Yunnan y Hainan. Cubre las mayores islas de Indonesia hasta las islas de Bali al sur, y Borneo al norte, al este de las cuales se encuentra la Línea de Wallace, que hace frontera de esta ecozona con la de Australasia. La región indomalaya también incluye las Filipinas, las tierras bajas de Taiwán, y las islas japonesas de Ryukyu.

## Principales subregiones ecológicas
World Wildlife Fund (WWF) divide la región indomalaya en 3 subregiones a las que define como "reagrupaciones geográficas de ecorregiones que pueden representar varios tipos de hábitats, pero que tienen fuertes afinidades biogeográficas en particular a nivel taxonómico, por encima del de las especies (género, familias)".
- Subcontinente Indio
- Indochina
- Región de la Sonda y las Filipinas

La región indomalaya se encuentra históricamente definida desde el siglo XIX, en que Wallace la llamó Región Oriental y la subdividió en 4 subregiones zoológicas: India, Ceilanesa (Ceilán y sur de la India), Indochina e Indomalaya (Sonda y Filipinas).

### Biomas

Biomas.

La región comprende a su vez los biomas siguientes:
- Selva tropical y subtropical: Constituye la vegetación predominante en toda la región.
- Selva seca
- Bosque tropical de coníferas
- Bosque templado de frondosas
- Bosque templado de coníferas
- Pradera
- Pradera inundada
- Praderas y matorrales de montaña
- Desierto
- Manglar

## Características generales
La Biorregión Oriental o Indomalaya tiene una superficie total de 7 500 000, su clima es cálido o muy cálido, tiene muchas especies representativas tales como rinoceronte, orangután, pavo real, tigre, faisán y oso panda. También tiene flora representativa, el rododendro.